# Cytokines
Cytokines är den del av cellcykeln där en cell delar sig i två dotterceller. Denna process följer vanligtvis efter mitos, där kromosomerna separeras i två nya kärnor. Cytokinesis är ett avgörande steg i cellcykeln. Det är nödvändigt att här säkerställa att båda de nybildade dottercellerna får en korrekt uppsättning genetiskt material och tillräckligt med cytoplasma och organeller för att fungera effektivt. Under cytokines delas bland annat cellmembranet i två delar. En ring av aktinfilament omger punkten där dottercellerna hålls samman och knipsar av plasmamembranet så att två fristående celler bildas. (Cytokinesen räknas ibland som en del av mitosen.)
Cytokines är avgörande för livets fortlevnad och reproduktionen hos flercelliga organismer, eftersom den tillåter organismernas tillväxt och utveckling genom celldelning. Den är också viktig för encelliga organismer som reproducerar sig asexuellt. Förståelsen för denna process är central inom biologisk forskning, särskilt när det gäller cancerstudier där regleringen av cellcykeln ofta är störd.

## Hur cytokines fungerar
- Bildande av en delningsfåra: I djurceller börjar cytokines med att en ring av aktin- och myosinfilament (kontraktil ring) bildas under den sena anafasen eller tidiga telofasen av mitos. Denna ring ligger precis under cellmembranet där cellen ska delas.

- Kontraktion av ringen: Ringen drar sig samman, vilket leder till en fördjupning i cellmembranet, delningsfåran. Denna fåra fortsätter att fördjupas allt eftersom ringen drar ihop sig, tills de två halvorna av cellen är fullständigt åtskilda.

- Bildande av två dotterceller: När delningsfåran har separerat cellen fullständigt, har två genetiskt identiska dotterceller bildats, var och en med sin egen kärna och uppsättning av cellorganeller.

## Cytokines i växtceller
Processen i växtceller skiljer sig något från den i djurceller på grund av närvaron av en cellvägg som måste hanteras.
- Bildande av en cellplatta: Istället för en kontraktil ring bildas en cellplatta vid cellens mitt. Denna platta växer utåt mot cellväggen.

- Fusion med cellväggen: När cellplattan når och smälter samman med cellväggen, delas cellen i två separata dotterceller, var och en med sin egen omslutande cellvägg.